# Vlasi (miasto Pirot)
Vlasi (cyr. Власи) – wieś w Serbii, w okręgu pirockim, w mieście Pirot. W 2011 roku liczyła 42 mieszkańców.